# Сызрань
Сы́зрань — город в Самарской области Российской Федерации. Административный центр городского округа Сызрань и Сызранского муниципального района. Население 161609 чел. (2024). Третий по численности населения город Самарской области. Указом Президента Российской Федерации от 10 сентября 2021 года городу было присвоено звание «Город трудовой доблести».

## Этимология
Город получил своё название от реки Сызран (в настоящее время Сызранка), на которой была основана крепость. В описании XVIII века гидроним указывается в формах Сыза, Сызан из татарского «сыза» «овраг, балка»; элемент — «ран» может объясняться как показатель чувашского исходного падежа, соответствующий русскому предлогу «из». Исходя из этого, тюркское название означает «овражная река, текущая из оврага; низменная река».

## Физико-географическая характеристика

### Географическая характеристика
Город Сызрань вытянулся вдоль берега Волги с юго-запада на северо-восток на 25 километров, а в направлении, перпендикулярном реке, полосой шириной от 3 до 5 километров. Такое расположение города вдоль берега создает условия для хорошего рассеивания вредных веществ в атмосфере, поэтому вероятность экстремально высоких загрязнений атмосферного воздуха в Сызрани мала.
Город расположен на правом берегу Волги (Саратовское водохранилище), в устье реки Сызранки, в 137 км к западу от областного центра города Самары вниз по течению.
Площадь города 117 км², в границах городского округа 136,06 км².
Ближайший город: Октябрьск находится в 13 км на восток.
Близлежащие посёлки городского типа Междуреченск, Балашейка находятся около 40-60 км.
Крупные реки: Волга, Крымза, Сызранка.

#### Часовой пояс
Город Сызрань, как и вся Самарская область, находится в часовой зоне МСК+1. Смещение применяемого времени относительно UTC составляет +4:00.
Местное время (UTC+4) опережает местное среднее солнечное время на 46 минут.

#### Климат
- умеренно континентальный;
- температура воздуха — max в июле до 39 °C, min в январе — минус 44 °C;
- среднегодовое количество атмосферных осадков равно 376 мм;
- преобладающие направления ветров — западное и юго-западное;
- среднее значение декадных высот снегового покрова за зиму равно 45 см;
- среднегодовая температура воздуха — 5,4 °C;
- относительная влажность воздуха — 71,2 %;
- средняя скорость ветра — 3,2 м/с

#### Состояние атмосферного воздуха
В Сызрани уже более 40 лет проводятся систематические наблюдения за содержанием вредных примесей в атмосфере на четырёх стационарных постах наблюдения:
- ПНЗ № 1 — Метеостанция, ул. Суворова, 169;
- ПНЗ № 6 — ул. Звёздная, 46;
- ПНЗ № 2 — пересечение ул. Астраханской и Циолковского;
- ПНЗ № 3 — ул. Кашпирская, Автодорожный мост.

Основными источниками загрязнения атмосферного воздуха остаются предприятия нефтехимической, химической промышленности, энергетики, машиностроения, транспорт, котельные, отопительные устройства частного жилого сектора.
Мониторинг состояния атмосферного воздуха в совокупности с эффективным осуществлением экологического надзора за деятельностью объектов, оказывающих негативное воздействие на окружающую среду, а также выполнения мероприятий, направленных на снижение выбросов предприятиями города, способствовали снижению показателя индекса загрязнения атмосферы с «высокого» до «низкого» и сохранению его с 2014 года по текущий[какой?] период.

### Природно-ресурсный потенциал
В пределах городского округа находится значительная часть уникального по химическому составу Кашпирского месторождения горючих сланцев. 
В конце 1950-х и начале 1960-х годов на шахте «Кашпирская» производилась селективная добыча фосфоритов, залегающих в кровле горючих сланцев, для нужд сельского хозяйства. Запасы фосфоросодержащей руды учтены в количестве 2,5 млн тонн.
Месторождение строительного песка и песчаника находится на юго-западной окраине Сызрани. Прогнозные ресурсы составляют 300 тыс. м³ и залегают на площади 9 га. Балансом они не учитываются.
В районе посёлка Белый Ключ в карьере «Лысая гора» располагается месторождение карбонатных пород (камень). Добыча прекращена по соображениям радиационной безопасности.
Водоснабжение Сызрани осуществляется из двух месторождений: Сызранского и Ивашевского. Водоотведение и водопотребление города обеспечивают восемь водозаборов.

#### Памятники природы

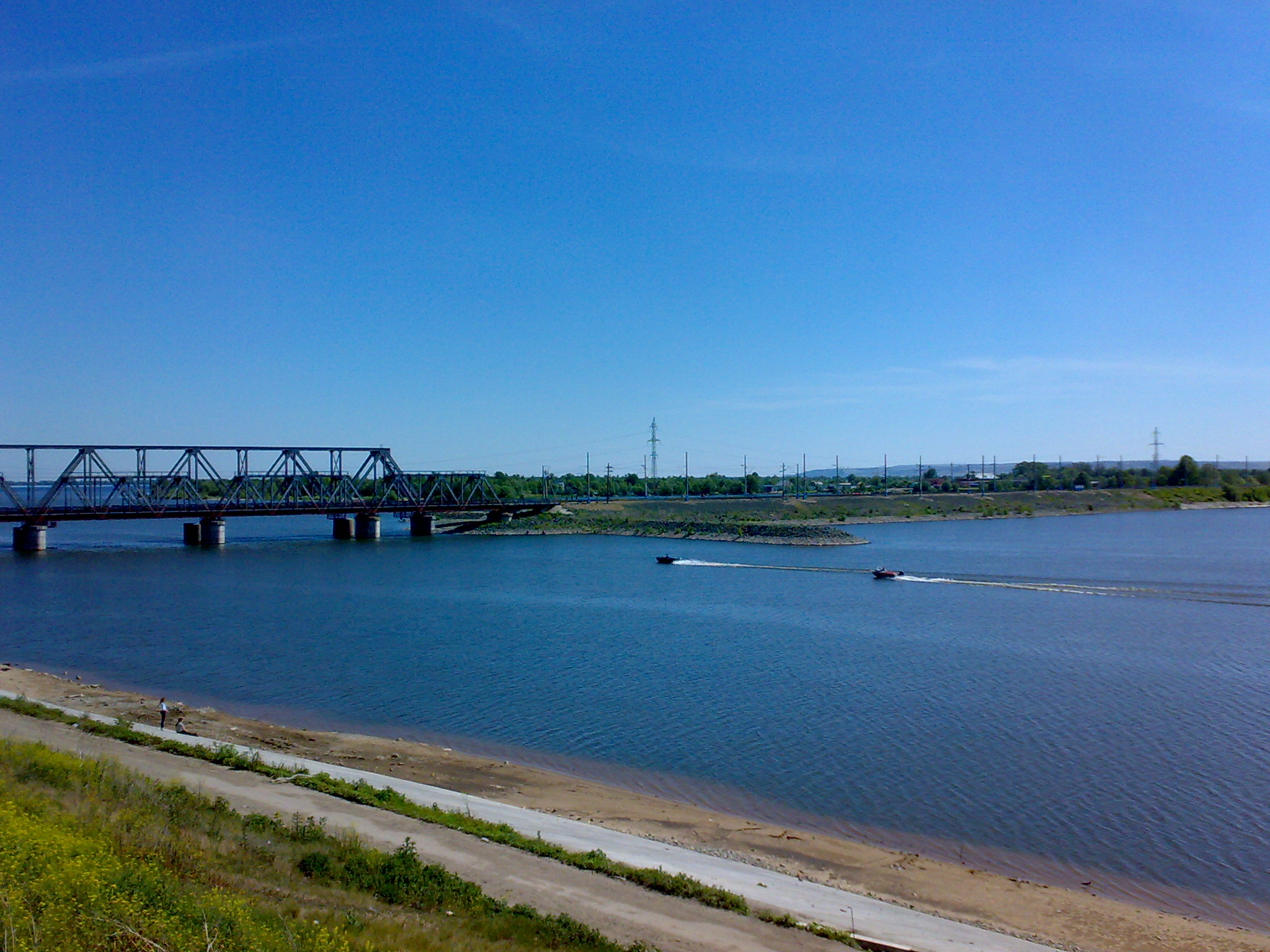
Река Сызранка

В городе Сызрани в настоящее время находятся четыре охраняемых природных объекта, отнесённых к государственным памятникам природы регионального значения.
- Акватория водохранилища ГЭС. Площадь памятника природы составляет 73,2 гектара. Памятник природы включает древесную растительность естественного происхождения, кустарники, травянистую растительность, флору и фауну, в том числе редкие и находящиеся под угрозой исчезновения виды растений, животных и грибов. Признана памятником природы решением Сызранского горисполкома N 69 от 24.02.1987 г. и утверждена решением Сызранского исполкома N 386 от 03.11.1987 г.
- Урочище Монастырская гора. Представляет собой возвышенное плато с дюнными песками, подверженным ветровой эрозии, засаженное в 1950 году Сызранским леспромхозом сосной, берёзой, лиственницей и кустарником. С южной стороны примыкает к акватории водохранилища ГЭС, образуя с ним единый природный комплекс. Площадь памятника природы составляет 190,9 гектар. Признан памятником природы решением Куйбышевского облисполкома N 566 от 25.09.1967 г.
- Дендрологический парк имени 60-летия ВООП. Заложен в начале 1960-х гг., первоначально в качестве части санитарно-защитной зоны завода пластмасс, расположен на южной окраине города и занимает площадь 8 гектаров. В нём представлено более 100 видов и разновидностей деревьев и кустарников. Признан памятником природы решением Сызранского горисполкома N 69 от 24.02.1987 г. и утверждён решением Куйбышевского облисполкома N 386 от 03.11.1987 г.
- Кашпирские обнажения юрских и меловых отложений. Расположены на правобережье Саратовского водохранилища восточнее с. Кашпир (Поповка). Площадь 4,2 гектара. Обнажения имеют большое научное и познавательное значение. Обсуждались на 27 Международном конгрессе в г. Москве в 1984 г. и на Международной конференции в Самаре в 2015 г.

Постановление Правительства Самарской области от 31.12.2009 N 722 (ред. от 31.08.2017) «Об утверждении Положений об особо охраняемых природных территориях регионального значения»
| Показатель                            | Янв. | Фев. | Март | Апр. | Май  | Июнь | Июль | Авг. | Сен. | Окт. | Нояб. | Дек. | Год |
| ------------------------------------- | ---- | ---- | ---- | ---- | ---- | ---- | ---- | ---- | ---- | ---- | ----- | ---- | --- |
| Средняя температура, °C               | −8,9 | −9,7 | −3,9 | 6,7  | 13,7 | 18,8 | 20,5 | 18,1 | 12,8 | 6,0  | −2,6  | −7,9 | 5,4 |
| Источник: NASA. База данных RETScreen |      |      |      |      |      |      |      |      |      |      |       |      |     |

## История

### Основание города

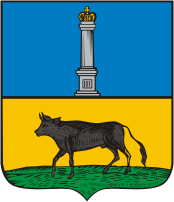
Герб Сызрани 1780 года

Археологические раскопки дают основание предполагать, что уже 3,5 тысячи лет до н. э. в здешних местах жили люди. Это неслучайно: Средняя Волга — пересечение транспортных и торговых артерий.
В XVI веке здесь располагались мордовские пчельники, а невдалеке пролегала грунтовая дорога на Урал.
Город Сызрань основан в 1683 году воеводой Григорием Афанасьевичем Козловским, по одному из самых ранних указов царя Петра I. В то время Россия продолжала прирост своих территорий на Востоке, и для обеспечения безопасности торгового пути требовались города-крепости. Козловскому было поручено лично набрать полк служилых людей, двинуться с ним к Самарской луке и заложить крепость на реке Сызранке. Козловский выбрал самое возвышенное место в междуречье Сызранки и Крымзы. Построенный им Сызранский кремль был деревянный, с 7-ю башнями по углам, окружён валом и рвом.

### XVIII век
Достаточно быстро военная функция города отодвигается на второй план, а на первый выходит торговая. Уже в XVIII веке город превращается в крупный торговый центр региона. Здесь развивается посредническая торговля, формируется купечество.
В 1780 году Екатерина II учреждает герб города — «Чёрный бык в золотом поле, означающий изобилие сего рода скота» — за успехи в торговле скотом и хлебом. В 1781 году Сызрань становится уездным городом Симбирского наместничества. В 1782 году для Сызрани был составлен регулярный план. На тот момент город состоял из трёх анклавов, разделённых реками Сызрань и Крымза. Здесь развивается торговля хлебом, земледелие, кожевенное, сапожное, портняжное, деревообделочное ремёсла. В 1796 году Сызрань становится уездным городом Симбирской губернии.

### XIX—XX века
Особый импульс к развитию город получил в 1874 году в связи с прокладкой Моршанско-Сызранской железной дороги (с 1890 года — Сызранско-Вяземская железная дорога) и строительства Сызранского моста через Волгу соединивший с Оренбургом.
В 1875 году в Сызрани родился генерал В. Г. Болдырев.
На рубеже XIX—XX веков главная отрасль промышленности в Сызрани — мукомольная. Город занимал 4-е место в России по переработке зерна, уступая лишь Нижнему Новгороду, Саратову и Самаре.
В результате сильного пожара в начале июля 1906 года в Сызрани сгорело около 5 500 строений, большая часть города была уничтожена. Общие убытки от пожара в ценах того времени составили примерно 18 миллионов рублей. Погибло не менее 1 000 человек.
После пожара 1906 года, уничтожившего почти все деревянные строения, велась каменная застройка города. Купцы возводили для своих семей и общественных нужд особняки. На пожертвования горожан строились церкви. Ныне эти здания являются памятниками архитектуры, многие из них отреставрированы в последние годы.
Промышленный переворот также нашёл отражение в Сызрани. К 1916 году в Сызрани насчитывалось 15 крупных промышленных предприятий с доходами не менее 20 тысяч рублей, мелких — более ста.
В годы советской власти на изменение структуры промышленного производства повлияло, прежде всего, открытие крупных месторождений — нефти и горючих сланцев. «Второй Баку» — это сказано про Сызрань. Неслучайно город буквально опутан нитями нефте- и газопроводов, магистральных продуктопроводов. В 1919 году началась промышленная разработка горючих сланцев, которые использовались в годы Гражданской войны в качестве топлива, а затем было найдено их применение в медицинской промышленности. Сланец являлся исходным сырьём для производства ихтиола, альбихтола, тиокреолина и других препаратов. Продукция Сызранского сланцеперерабатывающего завода была востребована не только в СССР, она была знакома медикам Венгрии, Индии, Англии, Турции и многих других стран.
На 1920 год в Сызрани было 7 025 владений и 52 603 человека (23 963 мужчин и 28 640 женщин). По городской переписи населения 1923 года — 44 245 (20 857 мужчин и 23 388 женщин). А крестьянская община г. Сызрани на 1923 год составляла — 1 777 дворов и 9 043 жителя.
С 1928 года Сызрань — административный центр Сызранского района Сызранского округа Средне-Волжской области (1928—1929 г.), Сызранского городского района Средне-Волжского края (1929—1936 г.).
Около 39 тысяч сызранцев участвовали в Великой Отечественной войне. 11 300 человек погибли в боях. 26 горожан за мужество и отвагу удостоены звания Героя Советского Союза.
В 1942 году на основе рабочих посёлков Батраки, Правая Волга, Первомайск и села Костычи был создан Октябрьский район города.
В ночь с 17 на 18 июня 1943 года одиночный Heinkel He 111 совершил налёт на Сызрань, сбросив на город десять фугасных и одну тяжёлую зажигательную бомбу.
В годы войны промышленный потенциал Сызрани увеличился в 4-5 раз за счёт эвакуированных предприятий. На территории города в те годы располагались некоторые центральные министерства и ведомства, так как вторая столица — Куйбышев (название Самары в 1935—1991 годах) не смогла вместить все эвакуированные из Москвы учреждения.
Указом Президиума Верховного Совета РСФСР № 742/19 7 августа 1956 года Октябрьский район был преобразован в город областного подчинения Октябрьск.
В послевоенное время в Сызрани развивалась нефтехимическая, химическая, энергетическая, лёгкая, деревообрабатывающая, пищевая промышленность, машиностроение.

## Население
Изменение численности населения:
| 1783     | 1856     | 1897     | 1913     | 1926     | 1931     | 1939     | 1956     | 1959     | 1962     | 1967     |
| -------- | -------- | -------- | -------- | -------- | -------- | -------- | -------- | -------- | -------- | -------- |
| 6580     | ↗17 800  | ↗32 000  | ↗43 600  | ↗50 000  | ↗55 300  | ↗83 000  | ↗169 000 | ↘148 391 | ↗159 000 | ↗169 000 |
| 1970     | 1973     | 1975     | 1976     | 1979     | 1982     | 1985     | 1986     | 1987     | 1989     | 1990     |
| ↗173 347 | ↗180 000 | ↘166 000 | →166 000 | ↗178 498 | ↘170 000 | ↗179 000 | ↘172 000 | ↗174 000 | ↗174 335 | ↗182 000 |
| 1991     | 1992     | 1993     | 1994     | 1995     | 1996     | 1997     | 1998     | 1999     | 2000     | 2001     |
| ↘175 000 | →175 000 | ↗176 000 | →176 000 | ↗185 000 | ↗186 000 | ↘179 000 | ↗187 000 | ↗188 100 | ↘186 900 | ↘184 300 |
| 2002     | 2003     | 2004     | 2005     | 2006     | 2007     | 2008     | 2009     | 2010     | 2011     | 2012     |
| ↗188 107 | ↘188 100 | ↘185 500 | ↘183 500 | ↘181 500 | ↘179 800 | ↘179 000 | ↘178 904 | ↘178 750 | ↗178 800 | ↘177 918 |
| 2013     | 2014     | 2015     | 2016     | 2017     | 2018     | 2019     | 2020     | 2021     | 2024     | 2025     |
| ↘176 901 | ↘176 057 | ↘175 222 | ↘174 559 | ↘173 260 | ↘171 336 | ↘168 735 | ↘167 160 | ↘165 725 | ↘161 609 | ↘159 587 |

На 1 января 2025 года по численности населения город находился на 114-м месте из 1124 городов Российской Федерации.
Национальный состав
| Национальность                  | Численность | % от всего населения | % от числа указавших национальность |
| ------------------------------- | ----------- | -------------------- | ----------------------------------- |
| Русские                         | 150 081     | 83,96                | 89,17                               |
| Татары                          | 8 842       | 4,95                 | 5,25                                |
| Украинцы                        | 1 868       | 1,05                 | 1,11                                |
| Армяне                          | 1 528       | 0,85                 | 0,91                                |
| Мордва                          | 1 501       | 0,85                 | 0,90                                |
| Чуваши                          | 1 044       | 0,58                 | 0,62                                |
| Другие                          | 3 442       | 1,93                 | 2,05                                |
| Итого, указавшие национальность | 168 305     | 94,16                | 100                                 |
| Не указавшие                    | 10 445      | 5,84                 |                                     |
| Население, всего                | 178 750     | 100                  |                                     |

## Экономика
Основными отраслями экономики городского округа Сызрань являются тяжёлая промышленность, нефтепереработка, машиностроение, строительство, транспорт, торговля.
Основные показатели социально-экономического развития городского округа Сызрань по итогам 2019 года:
| Индикаторы | Показатель |
| --- | ---------- |
| Среднемесячная заработная плата работников по организациям, не относящимся к субъектам малого предпринимательства, рублей | 34 201     |
| Количество юридических лиц, филиалов, представительств и других организаций без прав юридического лица, учтенных в Статистическом регистре по состоянию на 1 января 2020 года, единиц | 2 282      |
| Среднесписочная численность работников (без внешних совместителей) по организациям, не относящимся к субъектам малого предпринимательства, тыс. человек | 41,9       |
| Объём отгруженных товаров собственного производства, выполненных работ и услуг собственными силами, по «чистым» видам экономической деятельности по крупным и средним организациям (без организаций с численностью работников менее 15 чел.) в сфере обрабатывающего производства, млн рублей                                                                                 | 42 045,2   |
| Объём отгруженных товаров собственного производства, выполненных работ и услуг собственными силами, по «чистым» видам экономической деятельности по крупным и средним организациям (без организаций с численностью работников менее 15 чел.) в сфере обеспечения электрической энергией, газом и паром; кондиционирования воздуха, млн рублей                                 | 7 897,4    |
| Объём отгруженных товаров собственного производства, выполненных работ и услуг собственными силами, по «чистым» видам экономической деятельности по крупным и средним организациям (без организаций с численностью работников менее 15 чел.) в сфере водоснабжения; водоотведения, организации сбора и утилизации отходов, деятельность по ликвидации загрязнений, млн рублей | 467,6      |
| Выполнено работ и услуг собственными силами по виду деятельности «Строительство» организациями, не относящимися к субъектам малого предпринимательства, млн рублей | 5 549,2    |
| Оборот розничной торговли (в фактически действовавших ценах), млн рублей | 24 671,1   |
| Инвестиции в основной капитал, млн рублей | 8 141,7    |

Инвестиции в основной капитал
Объём инвестиций в основной капитал в городском округе Сызрань, млн рублей
| 2010    | 2011   | 2012   | 2013    | 2014    | 2015    | 2016   | 2017   | 2018   | 2019   |
| ------- | ------ | ------ | ------- | ------- | ------- | ------ | ------ | ------ | ------ |
| 11103,4 | 7586,5 | 7846,9 | 15191,6 | 16613,2 | 17138,0 | 7842,5 | 6119,7 | 6462,3 | 8141,7 |

Пик инвестиционной активности на территории муниципального образования пришёлся на 2010 год, а также 2013—2015 годы.
Резкий скачок инвестиционной активности в 2010 году был связан со значительными капитальными вложениями ОАО «Волжская территориальная генерирующая компания» на реализацию инвестиционного проекта «Строительство парогазовой установки ТЭЦ — 200». Возведен новый энергоблок мощностью 235 МВт. Ввод парогазовой установки позволил вывести из эксплуатации парк устаревших турбин, увеличив КПД в 2 раза и мощность станции более чем на 53 процента.
Рост инвестиционной активности в 2013—2015 годах связан в первую очередь с реализацией крупномасштабных инвестиционных проектов АО «Сызранский нефтеперерабатывающий завод» и техническим перевооружением АО «Тяжмаш».
Выгодное географическое положение городского округа, наличие свободных земельных участков, а также комплекс выполненных мероприятий по улучшению инвестиционной привлекательности позволяют наращивать инвестиционную активность и создавать современную инвестиционную инфраструктуру.

## Муниципальное образование
В соответствии с Законом Самарской области от 28 декабря 2004 года N 189-ГД «О наделении статусом городского округа и муниципального района муниципальных образований в Самарской области» город Сызрань, основанный в 1683 году по указу царей Иоанна Алексеевича и Петра Алексеевича, является муниципальным образованием, которое наделено статусом городского округа.
В состав городского округа Сызрань Самарской области входит город Сызрань, село Кашпир, посёлок Елизарово, посёлок Фомкины Сады.
В структуру органов местного самоуправления городского округа Сызрань входят:
- Дума городского округа — представительный орган городского округа Сызрань;
- Глава городского округа — высшее должностное лицо городского округа Сызрань, избираемое Думой городского округа из числа кандидатов, представленных конкурсной комиссией по результатам конкурса, и возглавляющее Администрацию городского округа Сызрань;
- Администрация городского округа — исполнительно-распорядительный орган городского округа Сызрань;
- Контрольно-счетная палата городского округа — контрольно-счетный орган городского округа Сызрань.

## Промышленность

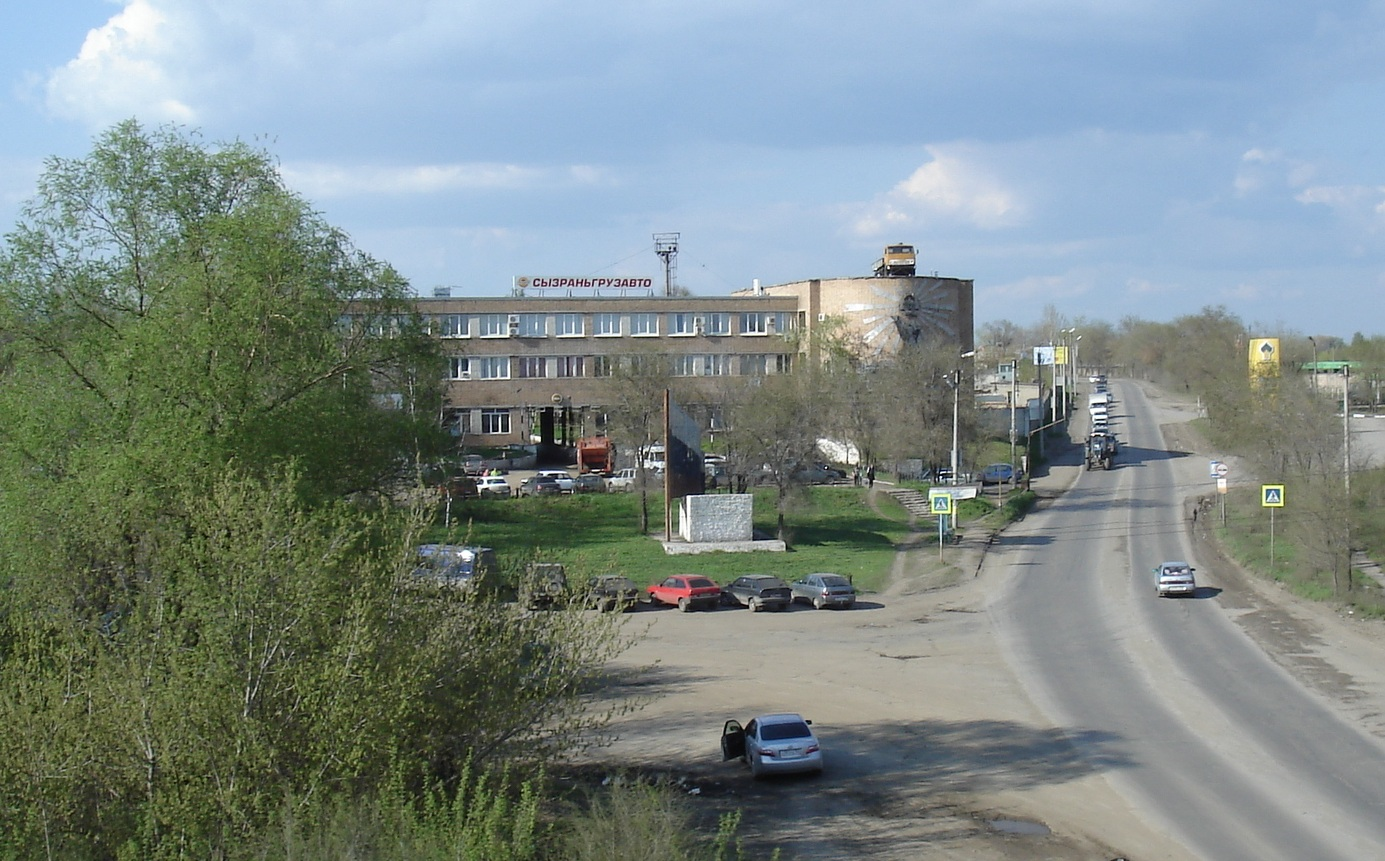
Предприятие «Сызраньгрузавто»

На территории городского округа Сызрань насчитывается порядка 30 крупных и средних предприятий в сфере промышленности. Основу промышленного потенциала составляют крупные предприятия нефтеперерабатывающего, химического и нефтехимического, а также машиностроительного комплексов.
Основные предприятия городского округа Сызрань:
- Сызранский НПЗ входит в состав самарской группы нефтеперерабатывающих заводов, приобретённой «Нефтяной компанией «Роснефть» в 2007 году. Строительство началось до Великой Отечественной войны, первая партия нефтепродуктов была произведена в 1942 году. Мощность НПЗ составляет 8,9 млн т (65 млн баррелей) нефти в год. Завод перерабатывает западносибирскую нефть (добычу ведёт «Юганскнефтегаз»), а также нефть, добываемую компанией «Самаранефтегаз». Также мощности завода включают установки каталитического риформинга, гидроочистки топлив, каталитического и термического крекинга, битумную и газофракционную установки. Завод выпускает широкий спектр нефтепродуктов: высококачественное моторное топливо, авиакеросин, битум[68]. 
 В 2008 году производственные мощности Сызранского НПЗ были полностью загружены. На заводе было переработано 6,49 млн т (47,5 млн баррелей) нефти и произведено 6,05 млн т. товарной продукции.
- ПАО «Тяжмаш». Завод «Тяжмаш» основан в 1941 году. Классифицируется как предприятие тяжёлого, энергетического и транспортного машиностроения.[69]
- Сызранская ТЭЦ — крупное энергетическое предприятие в городе Сызрани. Входит в «ВоТГК»[70].
- АО «Медхим» — единственное в России предприятие полного производственного цикла, начиная от добычи сланца до его переработки в ихтиол[71].
- АО «Кардан» — занимается изготовлением важнейшего узла трансмиссии автомобиля карданного вала.
- АО «Сызранская керамика» — завод по производству керамических санитарно-технических изделий[71].
- ООО «Автодоринжиниринг» занимается проектированием и строительством дорог.
- АО «Хлеб» производит хлебобулочные изделия (основано в 1933 году).
- АО «Металлоторг» Сызранский филиал — филиал крупнейшего в европейской части России предприятия, реализующего металлопрокат[72].
- ООО «Сельмаш» одно из ведущих предприятий России по выпуску многофункциональных посевных и почвообрабатывающих машин для ресурсовлагосберегающих и почвозащитных технологий выращивания зерновых и бобовых культур.
- ООО «Лидер — Тюнинг» одно из ведущих производителей стеклопластиковых изделий различной формы и конфигурации в России.
- ООО «Эридан» предприятие по добыче, розливу и реализации минеральной и природной питьевой воды.
- ООО «Мобиль» — организация по проектированию, разработке и производству резинотехнических, полимерных и металлических изделий для автомобильной промышленности и производству сельскохозяйственной малогабаритной техники.[73]
- ООО «МиЛена Мьюзик» — Фабрика по производству музыкальных инструментов, основная направленность гитары и укулеле[74].

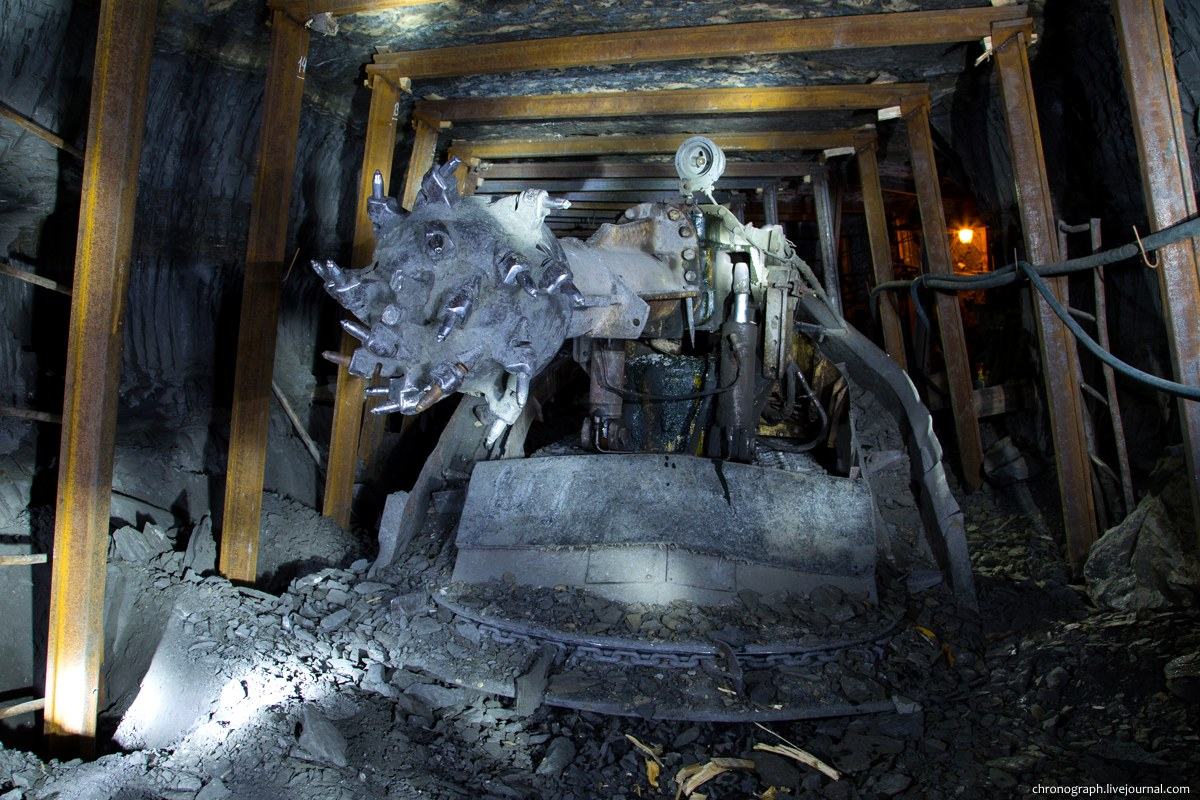
Новокашпирская шахта. Проходческий комбайн

## Транспорт
Городской округ Сызрань — крупный транспортный узел Приволжского федерального округа, сформированный тремя видами транспорта: автомобильным, железнодорожным и водным, через который проходят важнейшие железнодорожные направления, автомобильные дороги федерального значения, водная система для речных перевозок.

### Автомобильный
Автомобильными составляющими транспортного узла являются федеральные автомобильные дороги М-5 «Урал», Р-228 Сызрань — Саратов — Волгоград . М-5 «Урал»  проложена за пределами городской застройки по обводной дороге, в обход Сызрани с западной стороны.
В городском округе Сызрань имеется автобусная междугородная станция.
В таблице указаны автодороги, расположенные в черте города.
| Индекс автодороги        | Наименование              | Значение                |
| ------------------------ | ------------------------- | ----------------------- |
| E 30М5                   | Москва —Челябинск         | федеральная дорога      |
| M-5, подход к Ульяновску |                           | федеральная дорога      |
|                          | Сызрань — Волгоград       | межмуниципальная дорога |
|                          | Самара — Волжский         | межмуниципальная дорога |
|                          | Сызрань — Шигоны — Усолье | межмуниципальная дорога |

### Железнодорожный
На территории городского округа пересекаются два направления железной дороги: «север — юг» и «запад — восток», которые формируют железнодорожный узел федерального значения.
Городской округ Сызрань обслуживается Сызранско-Октябрьским железнодорожным узлом, расположенным на пересечении федеральных железных дорог Москва — Рязань — Рузаевка — Самара — Уфа — Челябинск — Курган — Петропавловск — Омск, Сызрань — Пенза, Сызрань — Саратов — Волгоград,Сызрань — Ульяновск — Казань, Смышляевка — Жигулевское море — Сызрань.
Через железнодорожный узел осуществляется связь районов Урала, Сибири, Дальнего Востока, Средней Азии с районами центра, запада РФ.
От города в разных направлениях отходят 6 железнодорожных линий: две на Москву (через Рузаевку и Пензу), на Самару, Тольятти, Саратов и Ульяновск.
В Сызрани останавливаются все проходящие поезда, что обеспечивает прямое сообщение городского округа с большинством регионов европейской части России, Урала, Западной Сибири, Казахстана и Средней Азии.

Станции и вокзалы: Сызрань-I, Сызрань-II, Новообразцовое, Сызрань-город, Кашпир.

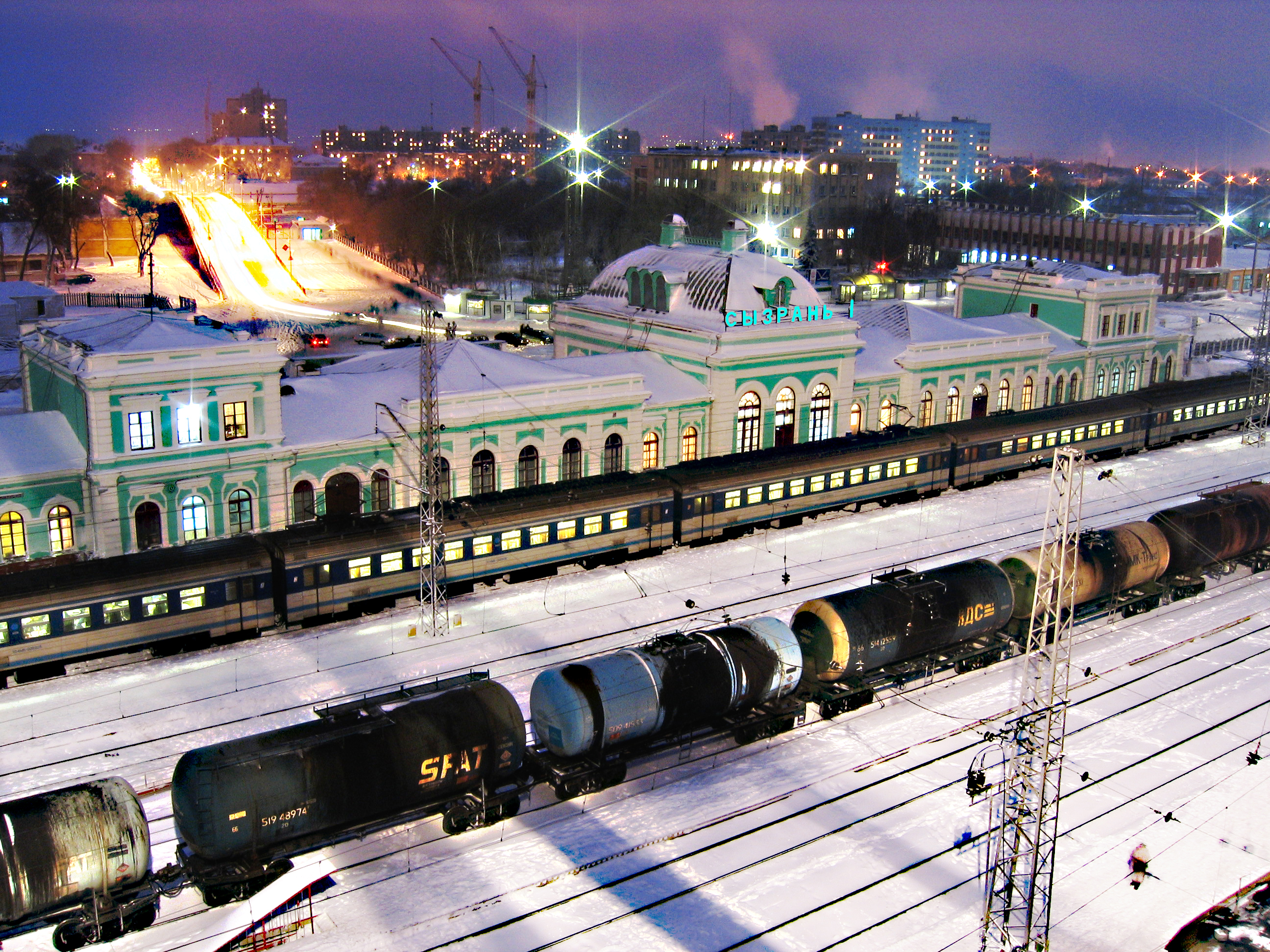
Железнодорожный вокзал Сызрань 1

### Городской
Большая часть перевозок выполняется муниципальными, ведомственными и коммерческими автобусами, связывающими все части города между собой.
После закрытия МУП «СПАТП» в здании предприятия открылся современный торговый центр «Автобус». Ранее (с 2002 года) в Сызрани имелся троллейбусный маршрут, он был закрыт 1 ноября 2009 года (см. Сызранский троллейбус). С 2009 года пассажирские перевозки осуществляются индивидуальными предпринимателями в основном на автобусах малого класса ПАЗ, «Газель», Peugeot Boxer, Citroën Jumper и Ford Transit. Перевозки на автобусах большого и особо большого класса не осуществляются. Но в 2015 году после «транспортной революции» МУП «СПАТП» получило 40 новых автобусов малого класса ПАЗ-3204, которые осуществляют перевозку пассажиров по 11 маршрутам.

### Речной
По территории муниципального образования проходит Волжский речной путь.
В центральном районе Сызрани на левом берегу реки Сызранка\и расположен Сызранский речной порт — филиал АО «Порт Самара», на котором в период навигации выполняются погрузочно-разгрузочные работы с использованием причальной стенки порта для перевалки с речного транспорта на берег инертных материалов, оборудования, крупнотоннажных грузов.
Круглогодично на территорию порта возможна доставка грузов по железной дороге с последующим их хранением при необходимости и погрузкой на автомобильный транспорт.
В южной части муниципального образования для транспортировки крупногабаритных грузов имеется причал АО «Сызранский нефтеперерабатывающий завод».

### Другие перевозки
Воздушное сообщение с регионами России и рядом зарубежных стран обеспечивает аэропорт Курумоч, расположенный от Сызрани на расстоянии около 130 км.

## Средства массовой информации

### Телевидение
| №  | Федеральные телеканалы / Региональные телеканалы |
| -- | ------------------------------------------------ |
| 1  | Первый канал                                     |
| 2  | Россия-1 / Самара-24                             |
| 3  | Матч ТВ                                          |
| 4  | НТВ                                              |
| 5  | Пятый канал                                      |
| 6  | Россия-К                                         |
| 7  | Россия-24                                        |
| 8  | Карусель                                         |
| 9  | ОТР                                              |
| 10 | ТВЦентр                                          |
| 11 | РенТВ / Терра                                    |
| 12 | Спас                                             |
| 13 | СТС / КТВ-ЛУЧ-СТС                                |
| 14 | Домашний                                         |
| 15 | ТВ-3                                             |
| 16 | Пятница                                          |
| 17 | Звезда                                           |
| 18 | Мир                                              |
| 19 | ТНТ                                              |
| 20 | МузТВ                                            |

### Радиостанции
| Название                   | Частота  |
| -------------------------- | -------- |
| Love Radio                 | 92.4 FM  |
| Радио Губерния             | 93.3 FM  |
| Радио Родных дорог         | 94.2 FM  |
| Радио Маяк                 | 94.6 FM  |
| Ретро ФМ                   | 95.1 FM  |
| Наше Радио                 | 95.7 FM  |
| Радио Дача                 | 96.4 FM  |
| Дорожное Радио             | 97.5 FM  |
| Европа Плюс                | 97.9 FM  |
| Радио «Вера»               | 98.3 FM  |
| Русское Радио              | 98.7 FM  |
| Радио Ваня                 | 99.7 FM  |
| DFM                        | 101.4 FM |
| Радио МИР                  | 101.8 FM |
| Радио России / ГТРК Самара | 103.4 FM |
| Авторадио                  | 103.8 FM |
| Радио ENERGY               | 104.6 FM |
| Юмор ФМ                    | 105.9 FM |

Также в городе можно поймать радиостанции соседних городов Самары и Тольятти.

### Пресса
- газета «Читай и думай, Сызрань!»[76]
- газета «Волжские вести»[77]
- газета «Волжские вести в субботу»[78]
- глянцевый городской журнал «Квартира 63»[79]
- газета новостей «Мой Город Сызрань»

## Связь

### Телефонный код
- Междугородный телефонный код города Сызрани: +7 (8464).

В городе используют шестизначные номера абонентов.

### Мобильная связь
| Поколение | Стандарт мобильной связи | Операторы                   |
| --------- | ------------------------ | --------------------------- |
| 2         | GSM                      | Билайн, МегаФон, МТС, Tele2 |
| 2,5       | GPRS                     | Билайн, МегаФон, МТС, Tele2 |
| 2,75      | EDGE                     | Билайн, МегаФон, МТС, Tele2 |
| 3         | CDMA-450                 | Ростелеком                  |
| 3         | 3G, HSPDA                | Билайн, МегаФон, МТС, Tele2 |
| 4         | LTE                      | Билайн, МегаФон, МТС, Tele2 |

## Культура
Сызрань — город с богатым культурно-историческим наследием и традициями. Отрасль культуры и искусства городского округа Сызрань представлена 10 муниципальными учреждениями, подведомственными Управлению культуры Администрации г.о. Сызрань.
12 апреля 2018 года Постановлением Правительства Самарской области «Об утверждении Перечня исторических поселений регионального значения, имеющих особое значение для истории и культуры Самарской области» городу Сызрань присвоен статус Исторического поселения регионального значения.

### Драматический театр

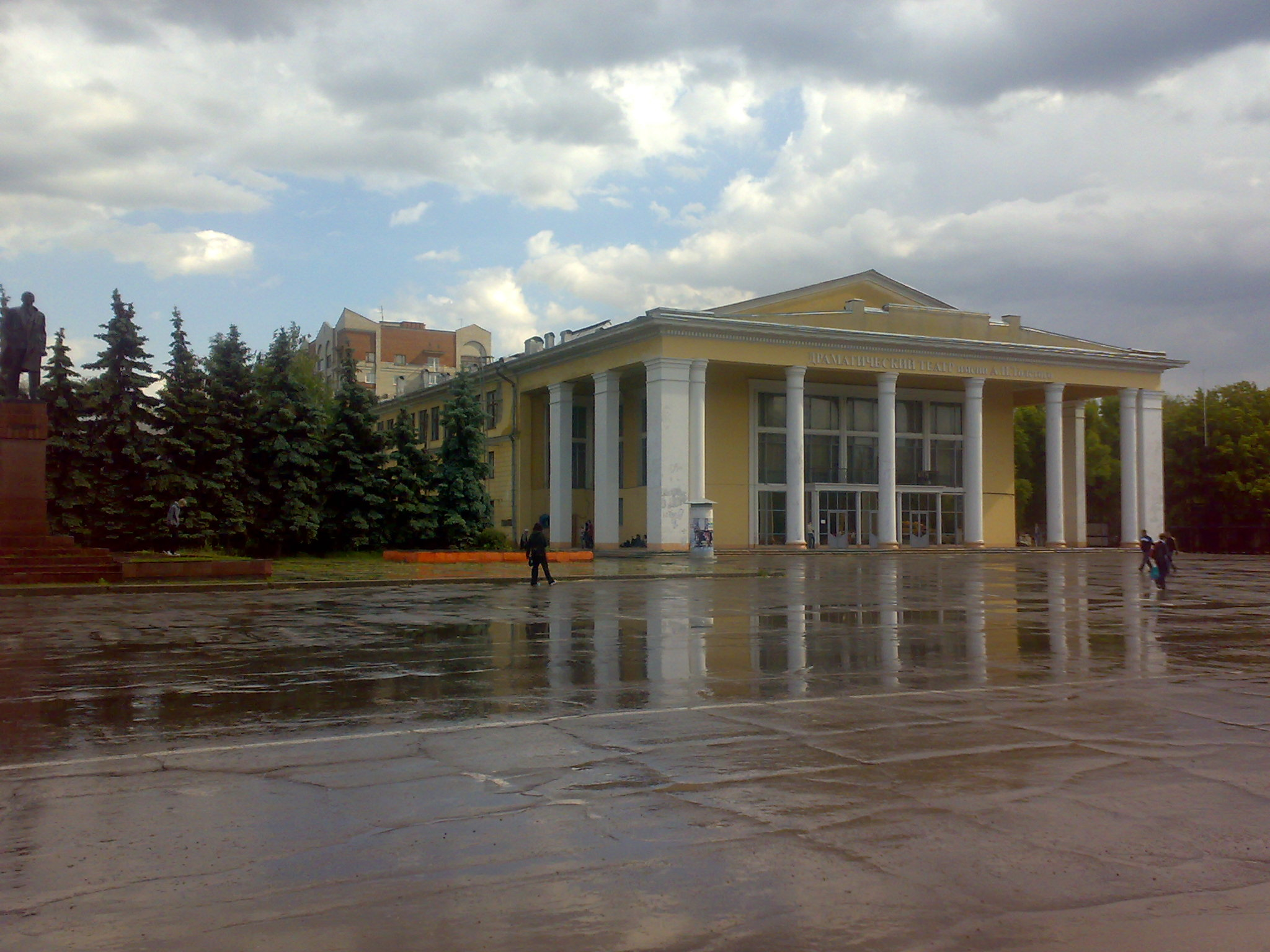
Драматический театр им. А. Толстого

Сызранский драматический театр им. А. Толстого основан в 1870 году — был открыт местным купцом летний театр под названием «Эрмитаж». В этот театр приезжали известные актёры того времени, что позволило говорить местным чиновникам о строительстве стационарного театра. 

Но открытие театра произошло только 24 октября 1918 года. Первым художественным руководителем театра был актёр Глеб Ростов. Изначально репертуар театра был классическим, где особую любовь снискали спектакли по произведениям А. Н. Толстого. Театр располагался в двух зданиях.

Во время Великой Отечественной войны сюда был эвакуирован Сталинградский драматический театр, что позволило поднять уровень театра. В 1983 году театр получает имя Алексея Толстого. В 1994 году Сызранский театр выезжал на гастроли в Москву, а с 1995 года являлся активным участником международных проектов, первым из которых была поездка в Финляндию. В 1996 году театр стал лауреатом международного фестиваля «Полёт Чайки» в Санкт-Петербурге.

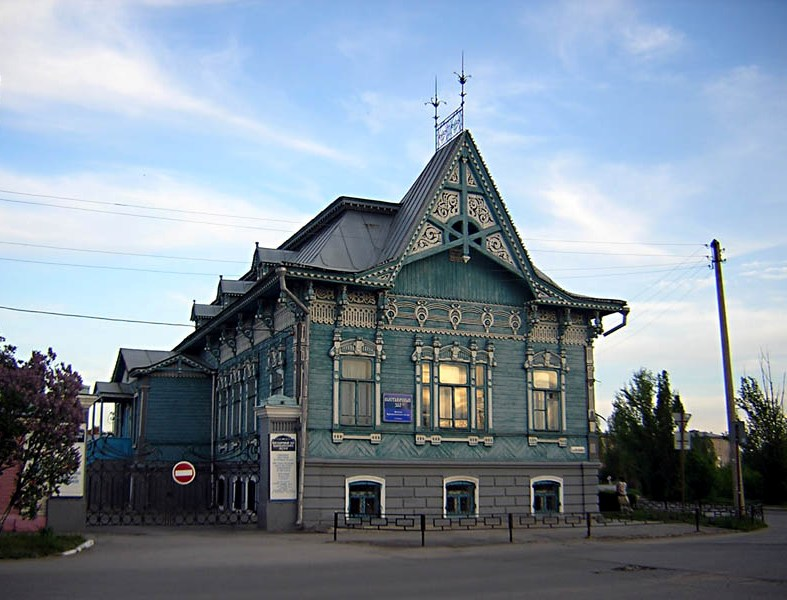
Особняк купца М. В. Чернухина (в настоящее время Выставочный зал краеведческого музея)

### Краеведческий музей (пер. Достоевского, 34/ ул. Ульяновская, 10)
Создание Сызранского краеведческого музея во многом обязано инициативе Николая Викторовича Гурьева, председателя уездного статистического бюро и краеведа-любителя. Основой для краеведческого музея стал сельскохозяйственный музей. Фактически история музея началась с сельскохозяйственной и промышленной выставки Сызранского уездно-городского съезда Советов, состоявшейся 31 декабря 1923 г. В 1920-е гг. происходило накопление фондов музея: в 1925 г. сюда поступили предметы из бывших дворянских усадеб: из имений князей Гагариных (село Заборовка), Усольской вотчины графов Орловых-Давыдовых, имения Насакиных (село Губино Сызранского уезда), а также коллекция ископаемых до Юрского периода. В этом же году музею было предоставлено каменное здание, где 28 декабря 1925 г. для посетителей была открыта первая экспозиция музея, называвшегося Музеем местного края.
В 1927 г. коллекция музея пополнилась картинами художников И. И. Шишкина, А. К. Саврасова, И. К. Айвазовского, которые составили художественный отдел музея.
В годы Великой Отечественной войны музей продолжал действовать. В 1949 г. Музей местного края переименовали в Сызранский краеведческий музей.
В 1960—1990-е гг. Сызранский краеведческий музей продолжил расширять экспозиционные площади: у него были открыты филиалы — городской Выставочный зал (особняк Чернухина) и Спасская башня Сызранского кремля.
Главная экспозиция музея подразделяется на естественно-научный и историко-этнографический разделы, общий фонд которых насчитывает свыше 50 тыс. единиц хранения.
Краеведческий музей выполняет просветительскую деятельность: проводятся лекции по краеведению, литературе, научно-практические конференции, тематические занятия и календарные праздники.
В музее работает библиотека, которая располагает большим книжным фондом по истории Сызрани, значительным архивным, документальным и историческим материалом. Сотрудники музея также выполняют научно-исследовательские работы.
Сызранский краеведческий музей тесно взаимодействует с учреждениями культуры и образования Сызрани, городами Самарской области и другими городами России.

#### Выставочный зал (ул. Свердлова, 2)
Располагается в бывшем особняке крупного мукомола-промышленника, городского головы Мартиньяна Васильевича Чернухина. Здание выделяется из общего ряда всех построек города. Яркий пример эклектики с элементами деревянного зодчества русского севера. Является памятником архитектуры федерального значения.

### Спасская башня Сызранского Кремля
Это самый древний памятник истории и архитектуры города Сызрани, который горожане громко называют Сызранским Кремлём. По своей форме она схожа со старинной головной башней Казанского кремля, что позволяет считать, что именно последняя и бралась при строительстве в качестве прототипа.
- МБУ «Централизованная библиотечная система городского округа Сызрань»[82]
- МБУ городского округа Сызрань «Центр музыкального искусства и культуры»
- МБУ «Культурно — досуговый комплекс»[83]
- МБУ ДО «Детская художественная школа им. И. П. Тимошенко»[84]
- МБУ ДО «Детская школа искусств № 1»[85]
- МБУ ДО «Детская школа искусств им. А. И. Островского»
- МБУ ДО «Детская школа искусств № 3»[86]
- МБУ ДО «Детская школа искусств № 4»[87]

## Религия

### Христианство
- Церкви г. Сызрани и уезда на 1900 г.[88]
- Казанский собор,
- Церковь Ильи Пророка,
- Мужской Вознесенский монастырь,
- Собор Рождества Христова[89]

### Ислам
- Мечеть «Азан»
- «Сызранская соборная мечеть»

## Кладбища
- Батрацкое кладбище
- Новокашпирское кладбище
- Старое кладбище
- Уваровское кладбище
- Фомкин сад

## Здравоохранение
Бесплатную медицинскую помощь жителям г. Сызрань оказывают:
- ГБУЗ «Сызранская городская больница № 1»[90]
- ГБУЗ «Сызранская городская больница № 2»[91]
- ГБУЗ «Сызранская городская больница № 3»[92]
- ГБУЗ «Сызранская центральная городская больница»[93]
- ГБУЗ «Сызранская стоматологическая поликлиника»[94]
- ГБУЗ «Сызранская городская поликлиника»[95]
- ГБУЗ «Сызранская станция скорой медицинской помощи»[96]
- ГБУЗ «Сызранский кожно-венерологический диспансер»[97]

Основными проблемами системы здравоохранения города являются кадровый дефицит, недостаточный уровень кадрово-инфраструктурного развития, нехватка врачебных кадров узких специальностей.

## Образование
Система образования в Сызрани имеет богатые традиции, которые закладывались ещё во времена земства. А здание первой женской гимназии, построенное в 1914 году, до сих пор служит молодёжи.
| Высшие учебные заведения                                             |
| -------------------------------------------------------------------- |
| Филиал Самарского государственного технического университета         |
| Филиал Самарского государственного экономического университета       |
| Филиал ВУНЦ ВВС ВВА им. профессора Н. Е. Жуковского и Ю. А. Гагарина |

Военный институт
Сызранскоe высшеe военное авиационное училище лётчиков с 1 июня 2010 года реорганизовано в филиал Военно-воздушной академии имени профессора Н. Е. Жуковского и Ю. А. Гагарина. Представляет собой единственное в стране отечественное учебное заведение в сфере подготовки лётчиков на вертолётах военной авиации, готовит не только наших соотечественников, но и иностранцев.
В июне 1941 года в Сызрани на основе Вольского военно-пехотного училища (образовано в 1940 году как Балашовское) было создано Сызранское танковое училище, позже переименованное в Сызранское училище малых танков, а с 1943 года носившее название «Сызранское артиллерийское училище». За отличную подготовку офицеров 5 декабря 1943 года училище было награждено Красным знаменем и Грамотой Верховного Совета СССР, а указами Президиума Верховного Совета СССР от 30 апреля и от 6 ноября 1945 года около 300 сотрудников училища были удостоены государственных наград. 8 марта 1947 года оно было расформировано, а в 1997 году на территории училища был установлен в качестве памятника танк Т-54.

## Достопримечательности
Сызрань сохранила облик купеческого волжского города XIX века. До 2010 года город обладал статусом исторического населённого пункта России. С изданием указа Министерства культуры и Министерства регионального развития РФ от 29 июля 2010 г. № 418/339 город утратил исторический статус. На территории города расположено 143 памятника истории, культуры, архитектуры. 12 апреля 2018 г. подписано постановление «Об утверждении перечня исторических поселений регионального значения, имеющих особое значение для истории и культуры Самарской области» Сызрань признана историческим поселением.

### Архитектура

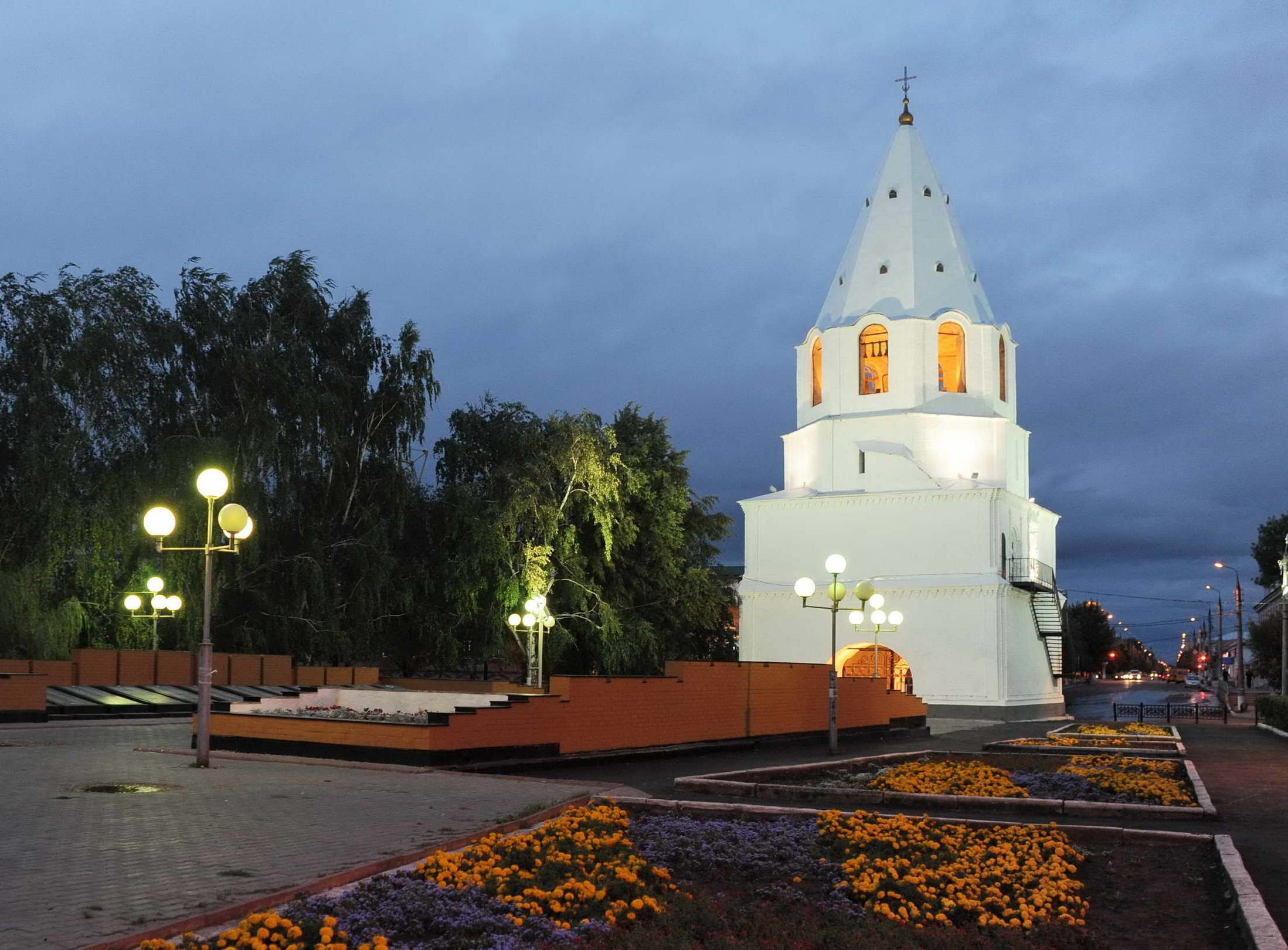
Спасская башня Сызранского кремля — старейшее здание города
Особняк купца Стерлядкина, выполнен в стиле модерн

Сохранившаяся каменная Спасская башня Сызранского кремля (1683) является главной достопримечательностью города — объект культурного наследия федерального значения, внутри которой сейчас находится экспозиция по истории города и строительства башни. На территории кремлёвского холма располагается церковь Рождества Христова (1717).
Отличительны своей архитектурой церкви: Фёдоровской Божьей Матери (1738), Ильинская (1776), Вознесения (1852—1957).
Казанский кафедральный собор (1872) с колокольней виден с кремлёвского холма, главные святыни — иконы Фёдоровской Божьей Матери и Казанской Божьей Матери. 8 июля отмечается праздник в честь иконы Фёдоровской Божьей Матери, чудесно обретённой.
Вознесенский мужской монастырь (1685 год). От всего комплекса монастырских построек сохранился храм Вознесения (1738). Ведутся работы по восстановлению монастырских строений. На месте бывших монастырских угодий располагается самый большой район города — Юго-Западный (известен как «Монгора»), застроенный преимущественно многоэтажными домами.
 Главная улица города — Советская представляет собой единый градостроительный ансамбль строений; как и весь исторический центр города, выполнена в разнообразных архитектурных стилях: представителем модерна является дом Клярова (1910), особняк купца Стерлядкина (1914). Доминирующее положение на улице Советской занимает стиль эклектики — городской банк (1863), дом мещанина Мясникова (1909), дом купцов Сыромятниковых (1910), дом Маркушиной (конец XIX века).
На улицах исторического центра города (ул. Свердлова, Кирова, Интернациональная) встречаются здания богато украшенные деревянной резьбой.
Сызранская ГЭС — ГЭС на реке Сызранке, первенец гидроэнергетики Поволжья, вступила в строй в 1929 году и работает до сих пор. Является единственным гидросооружением начала плана ГОЭЛРО, которое сохранилось в первозданном виде.

### Памятники, монументы
- Памятник В. И. Ленину
- Памятник в честь боевых и трудовых подвигов сызранцев в годы Великой Отечественной войны (Вечный огонь)
- Монумент «За власть Советов! Погибшим борцам за дело революции в 1919 году», расположенный в Кузнецком парке
- Памятник Славы воинам, погибшим в локальных войнах, на площади Сызранского Кремля рядом с мемориалом «Вечный огонь»[104]
- 20 августа 2016 года состоялось торжественное открытие памятника основателю города воеводе Григорию Козловскому
- Бюст Г. К. Жукова, установленный в 2018 году
- На привокзальной площади станции Сызрань-1 установлен паровоз «Лебедянка»
- Стела Первой сызранской маёвки[105] (готовят к сносу под предлогом замены[106])

### Парки, скверы
- Детский парк «Гномик»[107]
- Дендропарк, расположенный в южной окраине города, на Саратовском шоссе. Площадь 8 га, около 110 видов различных растений.
- Урочище «Монастырская гора»[108]
- Парк культуры и отдыха имени М. Горького[109]
- Казачий парк[110]
- Реабилитационный парк[111]
- Тимирязевский парк[112]
- Сад имени Ленина[113]
- Сквер Дружбы[114]
- Сквер Славы[115]
- Набережная у Сызранского кремля[116]

## Общественные мероприятия

Символ города в парке

- «Сызранский помидор»
- «Серебряные трубы Поволжья»
- «Рыба — раки»
- Экологический карнавал
- Среда обитания

## Руководители города
В советский период первые секретари Сызранского горкома партии ВКП(б)/КПСС руководили городом наряду с председателями Сызранского горисполкома советов народных депутатов, на основании закреплённой в конституции СССР (статья 6 конституции 1977 года) руководящей и направляющей роли партии в жизни советского общества.

### Первые секретари горкома партии
- Муравьёв, Евгений Фёдорович (1962—1976)
- Иванов, Владимир Петрович (1976—1987)

### Председатели горисполкома
- Алексин, Александр Александрович (1941—1944)[117]
- Уваров, Пётр Иванович (1944—1946)
- Добрянив, Михаил Степанович (1946—1948)
- Рылов, Николай Евлампьевич (1949—1951)
- Кудрин, Александр Иванович (1952—1956)
- Покровский, Игорь Георгиевич (1957—1962)
- Пронин, Николай Петрович (1962—1979)
- Милюков, Иван Фёдорович (1980—1991)

### Главы администрации (мэры)
- Янин, Василий Григорьевич (1992—2004)
- Хлыстов, Виктор Викторович (2004—2013)
- Лядин, Николай Михайлович (2013—2021)
- Лукиенко, Анатолий Евгеньевич (2021-2024)
- Володченков Сергей Евгеньевич (с 2024 по настоящее время)

## Известные уроженцы
- Родившиеся в Сызрани

## Интересные факты
- 2 апреля 2010 года на корабль «Союз ТМА-18», стартовавший с космодрома Байконур, бортинженер Корниенко Михаил Борисович, уроженец Сызрани, взял городскую символику: «С собой на орбиту взял два вышитых на ткани символа города Сызрани — герб и кремль, а также эмблему отцовского СВВАУЛа. Обещал после полёта лично приехать на свою малую родину и вернуть землякам раритеты, побывавшие на орбите»[118]. Сейчас эти предметы являются экспонатами в местном краеведческом музее.
- Военный корабль «Сызрань» Балтийского флота ВМФ России бороздит воды мирового океана[119].
- Улица Сызранская имеется в Санкт-Петербурге, Новосибирске, Оренбурге, Казани, Калининграде, Саранске, Саратове, Кузнецке, Вязьме и во многих других городах и посёлках.
- В конце XIX века Сызрань была самым крупным из уездных городов. По данным всероссийской переписи населения 1897 г., здесь проживало 32 377 человек[120].
- Уникальным природным памятником, аналогичных которому во всём мире не более десятка, является находящееся глубоко под землёй в окрестностях посёлка Новокашпирского своеобразное кладбище ихтиозавров . Ихтиозавры — одна из разновидностей водных ящеров, живших более 100 миллионов лет назад. Подобные артефакты хранятся в палеонтологической коллекции городского краеведческого музея.
- Впервые в России асфальт стали производить на Сызранском заводе в 1873 году (на правом берегу Волги, выше Сызрани на 20 км)[121].

## Города-побратимы
- Вьерзон (фран. Vierzon) (Франция)

## Города-партнёры
Партнёрство с зарубежными городами
- Пиндиншань (Китай) с 28 ноября 2000 г[122];
- Ланклуатр[фр.] (Франция);
- Уральск (Казахстан).